# Leucographus albovarius
Leucographus albovarius là một loài bọ cánh cứng trong họ Cerambycidae.